# Eurybia elvina
Eurybia elvina är en fjärilsart som beskrevs av Hans Ferdinand Emil Julius Stichel 1910. Eurybia elvina ingår i släktet Eurybia och familjen Riodinidae. Inga underarter finns listade i Catalogue of Life.